# جيري سويني
جيري سويني (بالإنجليزية: Jerry Sweeney)‏ هو لاعب كرة قاعدة أمريكي، ولد في 4 سبتمبر 1857 في بوسطن في الولايات المتحدة، وتوفي بنفس المكان في 25 أغسطس 1891.

## وصلات خارجية
- جيري سويني على موقعبيزبول رفرنس.كوم (الدوري الرئيسي) (الإنجليزية)